# Waterlandsmuseum de Speeltoren
Het Waterlandsmuseum de Speeltoren is een museum in de Noord-Hollandse stad Monnickendam dat het Waterland, het Noord-Hollands veenweidegebied direct ten noorden van Amsterdam, in al zijn facetten presenteert in hun onderling verband. De nadruk ligt daarbij op het ontstaan en de geschiedenis van het oorspronkelijk drassige, later ingeklonken en door een zeedijk beschermde veenland, en het leven en bedrijf van zijn bewoners op het platteland en in stadjes en dorpen, waaronder Monnickendam, Ilpendam en Broek in Waterland. Het museum wil de rijke historie van de regio verbinden met de meer recente geschiedenis en het leven nu. Naast de eigen collectie toont het museum bruikleencollecties van onder andere Naturalis, het Hoogheemraadschap, Amsterdam Museum en Museum Speelklok. 

## Een museum met alleen maar vrijwilligers
Het hele museum wordt gerund met uitsluitend vrijwilligers, van kassamedewerkers tot het bestuur. Veel van die vrijwilligers hebben wel een professionele achtergrond, van museologie tot marketing. Veel onderdelen in het museum, zoals films, multimedia, decorbouw en belichting worden ook door externe professionals verzorgd die er plezier in hebben om een steentje bij te dragen aan dit 'avontuur' zoals de medewerkers het zelf noemen. 
Het museum kent een stichtingsvorm met een bestuur, een Raad van Toezicht en ca. 60 vrijwilligers. De stichting onderhoudt nauwe banden met de Vereniging Oud Monnickendam (VOM), tevens eigenaar van een groot deel van de collectie.

## Speeltoren en carillon
Het museum, dat in 2012 werd geopend, ontleent zijn naam aan de zogenaamde Speeltoren, de oude stadhuistoren van Monnickendam met zijn 16e-eeuws met de hand bespeeld carillon, die de entree vormt van het museum. Een deel van de nieuwbouw bestaat uit een reconstructie van de gevel van het 17e-eeuwse stadhuis conform de Vingboonsarchitectuur. Daardoor is het nu mogelijk om via de oude doorgang naar wat ooit de bovenste etage van het stadhuis was, een deel van de toren in te gaan, waar de enorme werkende speeltrommel van het carillon zich bevindt. De niet toegankelijke torendelen zijn via camera's te bekijken. Het buitengedeelte onder de klokken heeft zelfs een bestuurbare camera. De presentatie in deze zaal draait om vier onderwerpen: de toren als bouwwerk en haar geschiedenis, het uurwerk van de toren, de functie en techniek van carillons, en de techniek van het klokkengieten. Bijzondere films laten zien hoe bij Eijsbouts uit Asten klokken worden gegoten, en hoe de beiaardier Henk Verhoef muziek 'steekt' op de enorme speeltrommel.

## Land, water, mensen
Zalen in de twee in oude stijl opgetrokken nieuwbouwpanden aan weerszijden van de toren tonen de vaste collectie in een presentatie over de relatie tussen het Waterland en de invloed van eeuwenlange menselijke bewoning, waardoor - in de eigen woorden van het museum - 'een schitterend ongeluk' ontstond. In de expositie over de historie van de stadjes en dorpen komen de scheepsbouw, zeevaart, visserij en visverwerking uitvoerig aan de orde. Niet alleen de maritieme geschiedenis van Monnickendam wordt belicht, maar onder meer ook die van Broek in Waterland, Marken en Uitdam. Er is een veelheid aan oude en nieuwe filmpjes te zien, van een rit met de oude stoomtram tot korte films over de geschiedenis van Monnickendam en Broek, kaasmakerijen en de rokerijen.

## Kunst kijken
Naast de historische presentaties over land en volk is er als tegenwicht een expositieruimte voor wisseltentoonstellingen van eigentijdse kunstenaars uit Waterland, maar ook uit de rest van Nederland. Bekende kunstenaars zoals Harald Vlugt exposeerden er al. 

## Juniorzolder
De zolder is er voor de kinderen, die daar speels in de weer kunnen zijn met een aantal thema's, zoals schatgraven in een oude afvalput en als vroegere monniken het handmatig kopiëren van oude manuscripten. Er is een ontdekhuis, een imitatie van het beroemde Monnickendamse huis De Bonte Os, alleen toegankelijk voor kinderen, waarin oude voorwerpen verdekt staan opgesteld, middeleeuwse kleren hangen en er 'handel gedreven' kan worden.